# Parafia Matki Bożej Białynickiej w Horkach
Parafia Matki Bożej Białynickiej w Horkach – rzymskokatolicka parafia znajdująca się w archidiecezji mińsko-mohylewskiej, w dekanacie mohylewskim, na Białorusi.

## Historia
Kościół katolicki w Horkach ufundował podkanclerzy litewski Kazimierz Leon Sapieha, wypełniając wolę swojego ojca Lwa Sapiehy. W 1882 kościół, ani parafia już nie istniały.
Obecny kościół pochodzi z czasów współczesnych.